# Club Atlético Brown de Adrogué
Club Atlético Brown, auch als Club Atlético Brown de Adrogué oder einfach Brown de Adrogué bekannt, ist ein argentinischer Fußballverein mit Sitz in der Stadt Adrogué im Partido Almirante Brown in der Metropolregion Buenos Aires. Der Verein nimmt derzeit an der Primera Nacional B teil, der zweithöchsten Spielklasse des Landes.

## Geschichte
Der Club Atlético Brown wurde am 3. März 1945 als multidisziplinärer Sportverein gegründet und trug zunächst den Namen „Brown Athletic Club“. Der Verein wurde zu Ehren des ersten Admirals und Vaters der argentinischen Marine, William Brown benannt. Club Atlético Brown ist einer von mehreren Fußballvereinen, die nach dem Admiral benannt wurden, darunter auch Club Almirante Brown und Club Social y Atlético Guillermo Brown. Am 11. April 1945 trat Club Atlético Brown dem argentinischen Fußballverband bei.
Im September 2018 feierte Club Atlético Brown einen bedeutenden Sieg im argentinischen Pokal, als die Mannschaft Independiente im Elfmeterschießen besiegt wurde und man somit ins Achtelfinale einzog. Dort scheiterte der Club Atlético Brown jedoch an Central Córdoba mit 0:1. Nach mehreren Jahren in der Primera Nacional B stieg das Team 2024 in die drittklassige Primera B Metropolitana ab.

## Erfolge
Titel
- Primera B Metropolitana (3. Liga): 2015
- Primera D (5. Liga): 1980

## Höchste Siege und Niederlagen
Höchste Siege:
- 2016/17 – Primera Nacional – Club Ferro Carril Oeste – 5:1

Höchste Niederlage:
- 2020/21 – Primera Nacional – Club Almagro – 0:5[5]